# Dolžina loka
Dolžína lóka (oziroma dolžína lóka krivúlje) je dolžina vzdolž krivulje med dvema danima točkama. To dolžino bi se dobilo, če bi se krivuljo raztegnilo v premico.

## Določanje dolžine loka
Določanje dolžine loka krivulje se imenuje tudi rektifikacija krivulje. Naj je realna funkcija {\displaystyle f(x)\,}, ki ima zvezni odvod v intervalu {\displaystyle [a,{\text{ }}b]\,}, tako da je {\displaystyle f'(x)={\frac {\mathrm {d} y}{\mathrm {d} x}}\,}. Dolžina loka med točkama {\displaystyle x=a\,} in {\displaystyle x=b\,} se določa z:
{\displaystyle s=\int _{a}^{b}{\sqrt {1+[f'(x)]^{2}}}\,\mathrm {d} x\!\,.}
Kadar pa je funkcija dana v polarnem koordinatnem sistemu kot {\displaystyle r=f(\theta )\,}, je dolžina loka podana z:
{\displaystyle s=\lim \sum _{a}^{b}{\sqrt {\Delta x^{2}+\Delta y^{2}}}=\int _{a}^{b}{\sqrt {\mathrm {d} x^{2}+\mathrm {d} y^{2}}}=\int _{a}^{b}{\sqrt {\left({\frac {\mathrm {d} x}{\mathrm {d} t}}\right)^{2}+\left({\frac {\mathrm {d} y}{\mathrm {d} t}}\right)^{2}}}\,\mathrm {d} t\!\,.}
Določanje teh integralov je tudi za najenostavnejše krivulje zelo težko. V večini primerov je treba uporabiti numerično integriranje.

## Odvod
Da se izračuna približna vrednost loka krivulje, se pogosto razdeli krivuljo na veliko manjših delov. Da se dobi točna vrednost loka in ne približek, je treba razdeliti krivuljo na neskončno mnogo manjših delov. To pa pomeni, da je vsak del neskončno majhen. 
Na sliki na desni strani se lahko uporabi Pitagorov izrek in se dobi:
{\displaystyle \mathrm {d} s={\sqrt {\mathrm {d} x^{2}+\mathrm {d} y^{2}}}\!\,}
ali v drugi obliki:
{\displaystyle \int _{a}^{b}{\sqrt {{\bigg (}{\frac {\mathrm {d} x}{\mathrm {d} t}}{\bigg )}^{2}+{\bigg (}{\frac {\mathrm {d} y}{\mathrm {d} t}}{\bigg )}^{2}}}\,\mathrm {d} t\!\,.}
Kadar je {\displaystyle y\,} funkcija {\displaystyle x\,}, se lahko vzame {\displaystyle t=x\,}, in se dobi za dolžino loka od {\displaystyle x=a\,} do {\displaystyle x=b\,}:
{\displaystyle \int _{a}^{b}{\sqrt {1+{\bigg (}{\frac {\mathrm {d} y}{\mathrm {d} x}}{\bigg )}^{2}}}\,\mathrm {d} x\!\,.}